# 李相 (仙遊)
李相，福建仙游人，明朝政治人物。岁贡出身。
万历元年(1573年)，擔任廣東廣州府永安縣知縣（現紫金縣知縣）。后由伍成准接任。